# Пукавиця
Пукавиця (пол. Pukawica) — село в Польщі, у гміні Зелюв Белхатовського повіту Лодзинського воєводства.
Населення — 49 осіб (2011).
У 1975-1998 роках село належало до Пйотрковського воєводства.

## Демографія
Демографічна структура станом на 31 березня 2011 року:
|          | Загалом | Допрацездатний вік | Працездатний вік | Постпрацездатний вік |
| -------- | ------- | ------------------ | ---------------- | -------------------- |
| Чоловіки | 24      | 4                  | 15               | 5                    |
| Жінки    | 25      | 4                  | 11               | 10                   |
| Разом    | 49      | 8                  | 26               | 15                   |